# Jeff Garrett
Jeffery Lee Garrett jr., detto Jeff (Gadsden, 8 dicembre 1994), è un cestista statunitense.